# Goaso
Goaso – miasto w Ghanie, w regionie Brong-Ahafo, w dystrykcie Asunafo North.